# Campeonato Catarinense de Futebol de 2011 - Divisão de Acesso
A Divisão de Acesso do Campeonato Catarinense de Futebol de 2011 foi a 8ª edição da Terceirona do Catarinense, que contou com a participação de 7 equipes neste ano, sendo realizada entre os dias 18 de setembro e 18 de dezembro. O Biguaçu sagrou-se o campeão, conquistando assim a vaga para a Divisão Especial de 2012, e o Caçador foi o vice e continuará na Divisão de Acesso no ano seguinte.

## Equipes Participantes
| Equipe         | Município      | Em 2010 | Estádio                       | Capacidade | Títulos |
| -------------- | -------------- | ------- | ----------------------------- | ---------- | ------- |
| Biguaçu        | Biguaçu        | ---     | Acácio Zêunio da Silva        | 1.000      | ---     |
| Caçador        | Caçador        | 3º      | Carlos Alberto da Costa Neves | 3.000      | ---     |
| Inter de Lages | Lages          | 4º      | Vidal Ramos Júnior            | 11.800     | ---     |
| Jaraguá        | Jaraguá do Sul | ---     | Estádio do Botafogo           | 1.000      | ---     |
| Maga           | Indaial        | 9º      | Estádio Gigante do Vale       | 1.200      | ---     |
| Oeste          | Chapecó        | 8º      | Arena Condá                   | 15.000     | ---     |
| Pinheiros-SC   | Rodeio         | 7º      | Hercílio Luz / Baixada        | 5.000      | ---     |

## Regulamento
A competição é dividida em quatro fases distintas:
Turno: As equipes jogaram todas entre si em jogos de ida, com contagem corrida de pontos ganhos, classificando-se para a 3ª Fase (Quadrangular), apenas a primeira colocada, que seria considerada a campeã desta Fase (Turno).
Returno: Idêntico ao Turno, mas com os jogos de volta.
Disputaram o Quadrangular as campeãs do Turno e do Returno. Caso um clube vencesse as duas fases, a outra vaga seria dada para à equipe de melhor índice técnico, somando-se as pontuações do Turno e do Returno.
Quadrangular: Disputaram a 3ª Fase (Quadrangular) as equipes que se sagraram campeãs das 1ª e 2ªs Fases (Turno e Returno), bem como mais 2 equipes que, excluídas as campeãs das 1ª e 2ªs Fases, obtiveram os maiores números de pontos ganhos na soma do Turno e do Returno.
Final: A Final foi disputada pelas equipes que obtiveram as duas primeiras colocações na 3ª Fase (Quadrangular), que jogaram entre si em jogos de ida e volta, sendo mandante do jogo de volta (segunda partida) a equipe que obteve o maior número de pontos ganhos obtidos somente na 3ª Fase (Quadrangular). 
Foi considerada vencedora da disputa a equipe que, ao final do jogo de volta (segunda partida), obteve o maior número de pontos ganhos. Se após a realização do jogo de volta (segunda partida) as equipes terminassem empatadas em número de pontos ganhos, independente do saldo de gols e dos outros índices técnicos, haveria uma prorrogação de 30 minutos, em dois tempos de 15, para se conhecer a vencedora da disputa. Caso ao final da prorrogação do jogo de volta persistir o empate, seria considerada vencedora da disputa a equipe mandante do jogo de volta (segunda partida).
Somente a equipe campeã da Divisão de Acesso do Campeonato Catarinense de Futebol de 2011, se classificada para a disputa da Divisão Especial do Campeonato Catarinense de Futebol de 2012.

### Critérios de Desempate
- Maior número de vitórias;
- Maior saldo de gols;
- Maior número de gols pró;
- Confronto direto, somente no caso de empate entre duas equipes;
- Menor número de cartões vermelhos recebidos;
- Menor número de cartões amarelos recebidos;
- Sorteio.[2]

## Turno
| 1 | Biguaçu        | 13 | 6 | 4 | 1 | 1 | 12 | 1  | +11 | 72,2 |
| 2 | Caçador        | 11 | 6 | 3 | 2 | 1 | 11 | 1  | +10 | 61,1 |
| 3 | Inter de Lages | 10 | 6 | 5 | 1 | 0 | 12 | 2  | +10 | 55,5 |
| 4 | Oeste          | 9  | 6 | 3 | 0 | 3 | 3  | 7  | -4  | 50   |
| 5 | Jaraguá        | 6  | 6 | 2 | 0 | 4 | 12 | 8  | +4  | 50   |
| 6 | Pinheiros      | 6  | 6 | 2 | 0 | 4 | 9  | 9  | 0   | 50   |
| 7 | Maga           | 0  | 6 | 0 | 0 | 6 | 1  | 32 | -31 | 0    |
| PG - pontos ganhos; J - jogos; V - vitórias; E - empates; D - derrotas; GP - gols pró; GC - gols contra; SG - saldo de gols; AP - aproveitamento em porcentagem |                |    |   |   |   |   |    |    |     |      |

|  |                                         |
|  | Classificado ao Quadrangular semifinal. |

## Returno
| 1 | Caçador        | 15 | 6 | 5 | 0 | 1 | 12 | 3  | +9  | 83,3 |
| 2 | Biguaçu        | 13 | 6 | 4 | 1 | 1 | 11 | 3  | +8  | 72,2 |
| 3 | Inter de Lages | 11 | 6 | 3 | 2 | 1 | 10 | 4  | +6  | 61,1 |
| 4 | Pinheiros      | 6  | 5 | 2 | 0 | 3 | 8  | 11 | -3  | 40   |
| 5 | Oeste          | 6  | 6 | 1 | 3 | 2 | 5  | 11 | -6  | 33,3 |
| 6 | Jaraguá        | 4  | 6 | 1 | 1 | 4 | 9  | 7  | +2  | 22,2 |
| 7 | Maga           | 0  | 6 | 1 | 0 | 5 | 5  | 21 | -16 | 0    |
| PG - pontos ganhos; J - jogos; V - vitórias; E - empates; D - derrotas; GP - gols pró; GC - gols contra; SG - saldo de gols; AP - aproveitamento em porcentagem |                |    |   |   |   |   |    |    |     |      |

|  |                                         |
|  | Classificado ao Quadrangular semifinal. |

## Confrontos
Para ler a tabela, a linha horizontal representa os jogos da equipe como mandante. A coluna vertical indica os jogos da equipe como visitante.
Jogos do Turno estão em vermelho e os jogos do Returno estão em azul.
|               | BIG | CAÇ | INT | JAR | MAG  | OES | PIN |
| ------------- | --- | --- | --- | --- | ---- | --- | --- |
| Biguaçu       | —   | 1-0 | 0-1 | 1-0 | 5-0  | 3-0 | 3-0 |
| Caçador       | 0-0 | —   | 1-0 | 2-0 | 3-0  | 0-1 | 4-1 |
| Internacional | 3-2 | 0-0 | —   | 1-0 | 5-1  | 2-0 | 3-1 |
| Jaraguá       | 0-3 | 1-2 | 0-1 | —   | 9-0  | 1-1 | 3-1 |
| Maga          | 0-4 | 0-7 | 0-5 | 0-6 | —    | 0-1 | 0-5 |
| Oeste         | 0-0 | 0-2 | 1-1 | 1-0 | 3-2  | —   | 0-2 |
| Pinheiros     | 0-1 | 0-2 | 0-0 | 2-1 | 0-3* | 5-0 | —   |

*Placar do jogo definido por W.O.

## Classificação geral
| 1 | Biguaçu        | 26 | 12 | 8 | 2 | 2  | 23 | 4  | +19 | 72,2 |
| 2 | Caçador        | 26 | 12 | 8 | 2 | 2  | 23 | 4  | +19 | 72,2 |
| 3 | Inter de Lages | 21 | 12 | 8 | 3 | 1  | 22 | 6  | +16 | 75   |
| 4 | Oeste          | 15 | 12 | 4 | 3 | 5  | 8  | 18 | -10 | 45,4 |
| 5 | Pinheiros      | 12 | 11 | 4 | 0 | 7  | 17 | 20 | -3  | 36,3 |
| 6 | Jaraguá        | 10 | 12 | 3 | 1 | 8  | 21 | 15 | +6  | 27,8 |
| 7 | Maga           | 0  | 12 | 2 | 0 | 10 | 6  | 53 | -47 | 0    |
| PG - pontos ganhos; J - jogos; V - vitórias; E - empates; D - derrotas; GP - gols pró; GC - gols contra; SG - saldo de gols; AP - aproveitamento em porcentagem |                |    |    |   |   |    |    |    |     |      |

|  |                  |
|  | Melhor campanha. |

## Desempenho por Rodada
Clubes que lideraram a classificação geral ao final de cada rodada:
| Rodadas | Rodadas | Rodadas | Rodadas | Rodadas | Rodadas | Rodadas | Rodadas | Rodadas | Rodadas | Rodadas | Rodadas | Rodadas | Rodadas |
| Turno   | Turno   | Turno   | Turno   | Turno   | Turno   | Turno   | Returno | Returno | Returno | Returno | Returno | Returno | Returno |
| ------- | ------- | ------- | ------- | ------- | ------- | ------- | ------- | ------- | ------- | ------- | ------- | ------- | ------- |
| 1       | 2       | 3       | 4       | 5       | 6       | 7       | 8       | 9       | 10      | 11      | 12      | 13      | 14      |
| JAR     | OES     | OES     | OES     | INT     | INT     | INT     | INT     | INT     | CAÇ     | INT     | CAÇ     | CAÇ     | BIG     |

Clubes que ficaram na última posição da classificação geral (fase inicial) ao final de cada rodada:
| Rodadas | Rodadas | Rodadas | Rodadas | Rodadas | Rodadas | Rodadas | Rodadas | Rodadas | Rodadas | Rodadas | Rodadas | Rodadas | Rodadas |
| Turno   | Turno   | Turno   | Turno   | Turno   | Turno   | Turno   | Returno | Returno | Returno | Returno | Returno | Returno | Returno |
| ------- | ------- | ------- | ------- | ------- | ------- | ------- | ------- | ------- | ------- | ------- | ------- | ------- | ------- |
| 1       | 2       | 3       | 4       | 5       | 6       | 7       | 8       | 9       | 10      | 11      | 12      | 13      | 14      |
| MAG     |         |         |         |         |         |         |         |         |         |         |         |         |         |

## Quadrangular
| 1 | Biguaçu        | 12 | 6 | 3 | 3 | 0 | 15 | 3  | +12 | 66,7 |
| 2 | Caçador        | 11 | 6 | 3 | 2 | 1 | 9  | 3  | +6  | 61,1 |
| 3 | Inter de Lages | 10 | 6 | 3 | 1 | 2 | 10 | 6  | +4  | 55,6 |
| 4 | Oeste          | 0  | 6 | 0 | 0 | 6 | 1  | 23 | -22 | 0    |
| PG - pontos ganhos; J - jogos; V - vitórias; E - empates; D - derrotas; GP - gols pró; GC - gols contra; SG - saldo de gols; AP - aproveitamento em porcentagem |                |    |   |   |   |   |    |    |     |      |

|  |                       |
|  | Classificado à final. |

### Confrontos
Para ler a tabela, a linha horizontal representa os jogos da equipe como mandante. A coluna vertical indica os jogos da equipe como visitante.
Jogos do Turno estão em vermelho e os jogos do Returno estão em azul.
|               | BIG | CAÇ | INT | OES |
| ------------- | --- | --- | --- | --- |
| Biguaçu       | —   | 1-1 | 1-1 | 3-0 |
| Caçador       | 0-0 | —   | 2-0 | 4-0 |
| Internacional | 1-3 | 1-0 | —   | 4-0 |
| Oeste         | 0-7 | 1-2 | 0-3 | —   |

### Desempenho por Rodada
Clubes que lideraram a classificação do quadrangular ao final de cada rodada:
| Rodadas | Rodadas | Rodadas | Rodadas | Rodadas | Rodadas |
| Turno   | Turno   | Turno   | Returno | Returno | Returno |
| ------- | ------- | ------- | ------- | ------- | ------- |
| 1       | 2       | 3       | 4       | 5       | 6       |
| BIG     | BIG     | INT     | INT     | INT     | BIG     |

## Final
O time de melhor campanha no quadrangular, terá o direito do mando de campo na segunda partida da final, além da vantagem do resultado de empate ao final da prorrogação.

### Primeiro jogo
| 11 de dezembro de 2011 | Caçador    | 1 x 2  | Biguaçu                  | Estádio Carlos Alberto Costa Neves, Caçador         |
| 17h00                  | Thiago 30' | Súmula | 66' Zé Neto · 79' Rafael | Público: 1,220 Árbitro: Edmundo Alves do Nascimento |

### Segundo jogo
| 18 de dezembro de 2011 | Biguaçu                        | 2 x 1  | Caçador           | Estádio Acácio Zêunio da Silva, Biguaçu |
| 16h00                  | Rafael 70' · Thiago Recife 95' | Súmula | 37' Júnior Gaúcho | Público: 333 Árbitro: Jefferson Schmidt |

### Classificação
| 1 | Biguaçu | 6 | 2 | 2 | 0 | 0 | 4 | 2 | +2 | - |
| 2 | Caçador | 0 | 2 | 0 | 0 | 2 | 2 | 4 | -2 | - |
| PG - pontos ganhos; J - jogos; V - vitórias; E - empates; D - derrotas; GP - gols pró; GC - gols contra; SG - saldo de gols; PRO - Gols na Prorrogação |         |   |   |   |   |   |   |   |    |   |

|  |                                                                                             |
|  | Campeão Catarinense de 2011 da Divisão de Acesso e Classificado à Divisão Especial de 2012. |

## Campeão geral
| Campeonato Catarinense de 2011 - Divisão de Acesso |
| -------------------------------------------------- |
| Biguaçu 1º Título                                  |

## Principais Artilheiros[3]
| Gols | Jogador         | Clube          |
| ---- | --------------- | -------------- |
| 11   | Gima            | Inter de Lages |
| 9    | Zamorano        | Jaraguá        |
| 7    | Bruno           | Inter de Lages |
| 7    | Renan           | Biguaçu        |
| 6    | Zé Neto         | Biguaçu        |
| 5    | Rafael          | Biguaçu        |
| 5    | Sadan           | Caçador        |
| 4    | Carlos          | Caçador        |
| 4    | Felipe          | Caçador        |
| 4    | Linha           | Caçador        |
| 4    | Hedipo          | Caçador        |
| 4    | Thiago Recife   | Biguaçu        |
| 4    | Tiaguinho       | Pinheiros-SC   |
| 3    | Diego           | Pinheiros-SC   |
| 3    | Douglas         | Inter de Lages |
| 3    | Fabricio        | Pinheiros-SC   |
| 3    | Geraldinho      | Jaraguá        |
| 3    | Jean            | Biguaçu        |
| 3    | Júnior Gaúcho   | Caçador        |
| 3    | Thiago          | Caçador        |
| 2    | Arley           | Biguaçu        |
| 2    | Berlanda        | Inter de Lages |
| 2    | Fabio Braun     | Jaraguá        |
| 2    | Jô              | Caçador        |
| 2    | John Lenon      | Biguaçu        |
| 2    | Josué           | Caçador        |
| 2    | Manoel          | Jaraguá        |
| 2    | Ricardo         | Inter de Lages |
| 2    | Roger           | Oeste          |
| 2    | Ronan           | Pinheiros-SC   |
| 2    | Rodrigo Mathias | Biguaçu        |
| 2    | Santos          | Biguaçu        |
| 2    | Zé Vitor        | Jaraguá        |

## Maiores públicos
Atualizado em 8 de dezembro às 17:59 UTC-3
| Nº | Público* | Mandante       | Placar | Visitante    | Estádio                    | Data           |
| -- | -------- | -------------- | ------ | ------------ | -------------------------- | -------------- |
| 1  | 1.802    | Inter de Lages | 3–1    | Pinheiros-SC | Estádio Vidal Ramos Júnior | 6 de outubro   |
| 2  | 1.538    | Inter de Lages | 5–1    | Maga         | Estádio Vidal Ramos Júnior | 9 de outubro   |
| 3  | 1.338    | Inter de Lages | 0–0    | Caçador      | Estádio Vidal Ramos Júnior | 22 de setembro |
| 4  | 1.332    | Inter de Lages | 2–0    | Oeste        | Estádio Vidal Ramos Júnior | 2 de outubro   |
| 5  | 1.281    | Inter de Lages | 1–3    | Biguaçu      | Estádio Vidal Ramos Júnior | 5 de dezembro  |

*Considera-se apenas o público pagante.
Obs.:O critério de desempate é o jogo de data anterior.

## Média de público
Essas são as médias de público do Campeonato. Considera-se apenas os jogos da equipe como mandante: